# Jan van Aken
Jan Paul van Aken (Reinbek, 1 de mayo de 1961) es un biólogo y político alemán. Es miembro y colíder del partido político de izquierda Die Linke. Fue miembro del Bundestag de 2009 a 2017.
Fue miembro del Comité de Asuntos Exteriores y del Subcomité de Desarme, Control de Armas y No Proliferación en el Bundestag alemán. Entró en el parlamento en 2009 después de haber sido incluido en las listas electorales del partido en Hamburgo. Desde 2009 hasta 2011, Jan van Aken fue vicepresidente del grupo parlamentario de La Izquierda.

## Biografía

#### Formación
Van Aken estudió biología en la Universidad de Hamburgo, donde obtuvo un doctorado. Su investigación se centró en la ingeniería genética y la biotecnología. Posteriormente, trabajó en el sector científico antes de involucrarse en la política y la defensa de la seguridad internacional.
Entre 2004 y 2006, se desempeñó como inspector de armas biológicas para las Naciones Unidas, supervisando el cumplimiento del Convenio sobre Armas Biológicas (CAB). Además, colaboró con la organización ecologista Greenpeace, asesorando sobre temas relacionados con la biotecnología y la bioseguridad.

#### Política
En 2009, van Aken fue elegido miembro del Bundestag por el partido Die Linke, donde trabajó en temas de política exterior, desarme y control de armamentos. Durante su mandato, abogó por la prohibición de las armas biológicas y la reducción del gasto militar. Permaneció en el Bundestag hasta 2017.
Tras dejar el parlamento, continuó su labor en análisis de conflictos internacionales como asesor en la Fundación Rosa Luxemburgo, enfocándose en la política del Medio Oriente y el control de armas.
En octubre de 2024, asumió como copresidente de Die Linke.